# Ruta Estatal de Alabama 30
La Ruta Estatal de Alabama 30, y abreviada SR 30 (en inglés: Alabama State Route 30) es una carretera estatal estadounidense ubicada en el condado de Barbour en estado de Alabama. La carretera inicia en el Oeste desde la AL 51     cerca de Clayton sigue en sentido Este hasta finalizar en la US 431     cerca de Eufaula, AL, tiene una longitud de 30,5 km (19.01 mi).

## Mantenimiento
Al igual que las autopistas interestatales, y las rutas federales y el resto de carreteras estatales, la Ruta Estatal de Alabama 30 es administrada y mantenida por el Departamento de Transporte de Alabama por sus siglas en inglés ALDOT.

## Cruces
La Ruta Estatal de Alabama 30 es atravesada principalmente por la  AL 239  y la
 AL 198     en Clayton, AL